# Orde de Juliana de Norwich
L'Orde de Juliana de Norwich és un orde monàstic doble, de monjos i monges, de l'Església Episcopal, branca de l'anglicanisme. Els seus membres posposen al nom les sigles O.J.N.

## Història
Fou fundat a Norwich (Connecticut) en 1985 per John-Julian Swanson, per renovar la tradició contemplativa i mística en l'espiritualitat anglicana. Per això es trià la figura de la mística medieval Juliana de Norwich, venerada com a santa per l'anglicanisme. És un orde doble, amb homes i dones, que viuen en semiclausura i dedicats a la contemplació, la pregària i el treball manual (de manteniment de l'edifici i conreu dels camps) i l'estudi. Circumstancialment ajuden els pastors de la parròquia. Fan vots solemnes: a més dels tradicionals de pobresa, castedat i obediència, fan un quart vot de pregària.
La regla, Costumary, es basa en la tradició monàstica i s'inspira en les dels benedictins, cartoixans, saleses i altres ordes religiosos.

## Activitat i difusió
Compta amb una comunitat, avui (2011) a Waukesha (Wisconsin), on viuen set monges i quatre monjos. La comunitat s'amplia amb uns 200 oblats i laics associats, que volen participar del carisma de la mística i la contemplació a les parròquies.